# Mictochroa harmonica
Mictochroa harmonica är en fjärilsart som beskrevs av Druce 1909. Mictochroa harmonica ingår i släktet Mictochroa och familjen nattflyn. Inga underarter finns listade i Catalogue of Life.